# Joseph Decaisne
Joseph Decaisne, född den 7 mars 1807 i Bryssel, död den 8 februari 1882 i Paris, var en belgisk botaniker. Han var bror till Henri Decaisne. 
Decaisne blev medlem av franska vetenskapsakademien 1847 och professor vid Jardin des plantes i Paris 1851. Han inlade stor förtjänst särskilt på den beskrivande botanikens, växtfysiologins och den tillämpade botanikens områden. Auktorsnamnet Decne. kan användas för Joseph Decaisne i samband med ett vetenskapligt namn inom botaniken; se Wikipediaartiklar som länkar till auktorsnamnet.